# Borussia Verein für Leibesübungen 1900 Mönchengladbach 1991-1992
Questa voce raccoglie le informazioni riguardanti il Borussia Verein für Leibesübungen 1900 Mönchengladbach nelle competizioni ufficiali della stagione 1991-1992.

## Stagione
Nella stagione 1991-1992 il Borussia Mönchengladbach, allenato da Gerd vom Bruch, Bernd Krauss e Jürgen Gelsdorf, concluse il campionato di Bundesliga al 13º posto. In Coppa di Germania il Borussia Mönchengladbach perse la finale con l'Hannover 96.

## Rosa
| N. |                     | Ruolo | Calciatore            |
| -- | ------------------- | ----- | --------------------- |
|    | Germania (bandiera) | P     | Uwe Kamps             |
|    | Germania (bandiera) | C     | Thomas Hoersen        |
|    | Germania (bandiera) | D     | Michael Klinkert      |
|    | Germania (bandiera) | C     | Karlheinz Pflipsen    |
|    | Germania (bandiera) | C     | Peter Wynhoff         |
|    | Svezia (bandiera)   | A     | Martin Dahlin         |
|    | Germania (bandiera) | C     | Martin Schneider      |
|    | Germania (bandiera) | D     | Joachim Stadler       |
|    | Germania (bandiera) | D     | Thomas Kastenmaier    |
|    | Germania (bandiera) | C     | Christian Hochstätter |
|    | Germania (bandiera) | P     | Dirk Heyne            |

| N. |                     | Ruolo | Calciatore       |
| -- | ------------------- | ----- | ---------------- |
|    | Germania (bandiera) | D     | Thomas Eichin    |
|    | Germania (bandiera) | D     | Holger Fach      |
|    | Germania (bandiera) | D     | Thomas Huschbeck |
|    | Germania (bandiera) | D     | Manfred Stefes   |
|    | Germania (bandiera) | C     | Norbert Meier    |
|    | Germania (bandiera) | C     | Jörg Neun        |
|    | Germania (bandiera) | C     | Frank Schulz     |
|    | Germania (bandiera) | C     | Horst Steffen    |
|    | Germania (bandiera) | A     | Hans-Jörg Criens |
|    | Germania (bandiera) | A     | Martin Max       |
|    | Togo (bandiera)     | A     | Bachirou Salou   |

## Calciomercato

### Sessione estiva
| Acquisti | Acquisti        | Acquisti       | Acquisti |
| R.       | Nome            | da             | Modalità |
| -------- | --------------- | -------------- | -------- |
| A        | Martin Dahlin   | Malmö FF       |          |
| D        | Holger Fach     | Uerdingen 05   |          |
| P        | Dirk Heyne      | Magdeburgo     |          |
| D        | Joachim Stadler | Kaiserslautern |          |
| C        | Horst Steffen   | Uerdingen 05   |          |

| Cessioni | Cessioni          | Cessioni        | Cessioni |
| R.       | Nome              | a               | Modalità |
| -------- | ----------------- | --------------- | -------- |
| P        | Uwe Brunn         | Osnabrück       |          |
| C        | Hans-Georg Dreßen | Colonia         |          |
| C        | Carsten Marell    | Meppen          |          |
| D        | Thomas Pfannkuch  | Olympique Lione |          |
| C        | Michael Spies     | Hansa Rostock   |          |
| D        | František Straka  | Hansa Rostock   |          |

## Risultati

### Bundesliga

#### Girone di andata
| Arbitro: | Scheuerer |

|             |           |  |
| Jorginho 2’ | Marcatori |  |

| Mönchengladbach 9 agosto 1991, ore 20:00 CEST 2ª giornata | Borussia M'gladbach | 0 – 0 referto | Duisburg | Bökelbergstadion (34 500 spett.)\| Arbitro: \| Amerell \| |
| Arbitro:                                                  | Amerell             |               |          |                                                           |

| Arbitro: | Theobald |

|                       |           |  |
| Schmidt 12’ Rolff 35’ | Marcatori |  |

| Arbitro: | Neuner |

|  |           |                       |
|  | Marcatori | 48’ Bode 76’ Neubarth |

| Arbitro: | Harder |

|                         |           |          |
| Spies 42’ Persigehl 64’ | Marcatori | 21’ Fach |

| Arbitro: | Fux |

|                               |           |              |
| Fach 22’ Kastenmaier 59’, 85’ | Marcatori | 68’ Schreier |

| Arbitro: | Stenzel |

|                                              |           |              |
| Flad 11’ Anderbrügge 43’ Klinkert 74’ (aut.) | Marcatori | 63’ Klinkert |

| Arbitro: | Strampe |

|             |           |  |
| Wynhoff 32’ | Marcatori |  |

| Arbitro: | Schmidhuber |

|                                        |           |            |
| Helmig 5’ Heinemann 49’ (rig.) Epp 86’ | Marcatori | 84’ Schulz |

| Arbitro: | Ziller |

|                          |           |                          |
| Kastenmaier 28’ Fach 46’ | Marcatori | 18’ Banach 61’ Steinmann |

| Arbitro: | Amerell |

|                                          |           |                   |
| Funkel 10’ Roos 29’ Hotić 45’ Scherr 57’ | Marcatori | 39’ Max 83’ Salou |

| Arbitro: | Strigel |

|        |           |  |
| Max 3’ | Marcatori |  |

| Francoforte sul Meno 11 ottobre 1991, ore 20:00 CET 13ª giornata | Eintracht Francoforte | 0 – 0 referto | Borussia M'gladbach | Waldstadion (35 000 spett.)\| Arbitro: \| Albrecht \| |
| Arbitro:                                                         | Albrecht              |               |                     |                                                       |

| Arbitro: | Osmers |

|           |           |  |
| Salou 27’ | Marcatori |  |

| Arbitro: | Merk |

|                                |           |  |
| Mazinho 34’, 80’ Effenberg 56’ | Marcatori |  |

| Arbitro: | Föckler |

|           |           |               |
| Salou 63’ | Marcatori | 55’ Chapuisat |

| Arbitro: | Dellwing |

|  |           |         |
|  | Marcatori | 3’ Fach |

| Arbitro: | Steinborn |

|                           |           |  |
| Moutas 10’ Imhof 48’, 69’ | Marcatori |  |

| Arbitro: | Fröhlich |

|             |           |  |
| Stadler 39’ | Marcatori |  |

#### Girone di ritorno
| Arbitro: | Löwer |

|                              |           |               |
| Klinkert 49’ Kastenmaier 77’ | Marcatori | 21’, 74’ Thom |

| Arbitro: | Krug |

|              |           |           |
| Notthoff 44’ | Marcatori | 48’ Salou |

| Arbitro: | Malbranc |

|           |           |  |
| Dahlin 7’ | Marcatori |  |

| Brema 8 febbraio 1992, ore 15:30 CET 23ª giornata | Werder Brema | 0 – 0 referto | Borussia M'gladbach | Weserstadion (15 700 spett.)\| Arbitro: \| Boos \| |
| Arbitro:                                          | Boos         |               |                     |                                                    |

| Arbitro: | Scheuerer |

|         |           |                   |
| Max 16’ | Marcatori | 47’ Schlotterbeck |

| Arbitro: | Mierswa |

|         |           |          |
| Rahn 8’ | Marcatori | 9’ Salou |

| Arbitro: | Best |

|            |           |            |
| Criens 72’ | Marcatori | 90’ Müller |

| Arbitro: | Neuner |

|                     |           |                         |
| Klinkert 50’ (aut.) | Marcatori | 44’ Criens 77’ Klinkert |

| Arbitro: | Merk |

|            |           |                            |
| Schulz 83’ | Marcatori | 19’ Schwanke 87’ Knoflíček |

| Arbitro: | Löwer |

|           |           |        |
| Giske 45’ | Marcatori | 5’ Max |

| Arbitro: | Amerell |

|                   |           |  |
| Criens 35’ (rig.) | Marcatori |  |

| Arbitro: | Fröhlich |

|        |           |  |
| Eck 9’ | Marcatori |  |

| Arbitro: | Strampe |

|            |           |            |
| Criens 42’ | Marcatori | 62’ Sippel |

| Arbitro: | Malbranc |

|                        |           |            |
| Zárate 44’ (rig.), 80’ | Marcatori | 48’ Criens |

| Arbitro: | Mierswa |

|                   |           |             |
| Criens 60’ (rig.) | Marcatori | 56’ Laudrup |

| Arbitro: | Stenzel |

|               |           |                            |
| Zorc 74’, 90’ | Marcatori | 10’ Pflipsen 46’ Schneider |

| Arbitro: | Gläser |

|  |           |            |
|  | Marcatori | 10’ Walter |

| Arbitro: | Föckler |

|                            |           |              |
| Criens 46’ Kastenmaier 86’ | Marcatori | 35’ Schwartz |

| Arbitro: | Scheuerer |

|                                        |           |                           |
| Emmerling 27’ Moser 52’ Tschiskale 59’ | Marcatori | 5’ Dahlin 17’ Kastenmaier |

### Coppa di Germania
| Arbitro: | Habermann |

|                    |           |  |
| Criens 22’ Max 71’ | Marcatori |  |

| Arbitro: | Domurat |

|  |           |                |
|  | Marcatori | 66’ (aut.) Fos |

| Arbitro: | Mierswa |

|                         |           |  |
| Kastenmaier 32’ Max 90’ | Marcatori |  |

| Arbitro: | Kasper |

|                              |           |  |
| Klinkert 18’ Kastenmaier 89’ | Marcatori |  |

| Arbitro: | Strigel |

|                            |                      |                                |
| Kastenmaier 60’ Criens 95’ | Marcatori            | 51’ Kirsten 119’ Thom          |
| Max Steffen Neun Fach      | Tiri di rigore 2 – 0 | Jorginho Herrlich Lupescu Kree |

| Arbitro: | Heynemann |

|                                               |                      |                                       |
| Đelmaš Wójcicki Freund Kretzschmar Schjønberg | Tiri di rigore 4 – 3 | Kastenmaier Criens Pflipsen Fach Neun |

## Statistiche

### Statistiche di squadra
| Competizione      | Punti | In casa | In casa | In casa | In casa | In casa | In casa | In trasferta | In trasferta | In trasferta | In trasferta | In trasferta | In trasferta | Totale | Totale | Totale | Totale | Totale | Totale | DR  |
| Competizione      | Punti | G       | V       | N       | P       | Gf      | Gs      | G            | V            | N            | P            | Gf           | Gs           | G      | V      | N      | P      | Gf     | Gs     | DR  |
| ----------------- | ----- | ------- | ------- | ------- | ------- | ------- | ------- | ------------ | ------------ | ------------ | ------------ | ------------ | ------------ | ------ | ------ | ------ | ------ | ------ | ------ | --- |
| Bundesliga        | 34    | 19      | 8       | 8       | 3       | 21      | 16      | 19           | 2            | 6            | 11           | 16           | 33           | 38     | 10     | 14     | 14     | 37     | 49     | -12 |
| Coppa di Germania | -     | 4       | 3       | 1       | 0       | 8       | 2       | 2            | 1            | 1            | 0            | 1            | 0            | 6      | 4      | 2      | 0      | 9      | 2      | +7  |
| Totale            | 34    | 23      | 11      | 9       | 3       | 29      | 18      | 21           | 3            | 7            | 11           | 17           | 33           | 44     | 14     | 16     | 14     | 46     | 51     | -5  |

### Andamento in campionato
| Giornata  | 1  | 2  | 3  | 4  | 5  | 6  | 7  | 8  | 9  | 10 | 11 | 12 | 13 | 14 | 15 | 16 | 17 | 18 | 19 | 20 | 21 | 22 | 23 | 24 | 25 | 26 | 27 | 28 | 29 | 30 | 31 | 32 | 33 | 34 | 35 | 36 | 37 | 38 |
| --------- | -- | -- | -- | -- | -- | -- | -- | -- | -- | -- | -- | -- | -- | -- | -- | -- | -- | -- | -- | -- | -- | -- | -- | -- | -- | -- | -- | -- | -- | -- | -- | -- | -- | -- | -- | -- | -- | -- |
| Luogo     | T  | C  | T  | C  | T  | C  | T  | C  | T  | C  | T  | C  | T  | C  | T  | C  | T  | T  | C  | C  | T  | C  | T  | C  | T  | C  | T  | C  | T  | C  | T  | C  | T  | C  | T  | C  | C  | T  |
| Risultato | P  | N  | P  | P  | P  | V  | P  | V  | P  | N  | P  | V  | N  | V  | P  | N  | V  | P  | V  | N  | N  | V  | N  | N  | N  | N  | V  | P  | N  | V  | P  | N  | P  | N  | N  | P  | V  | P  |
| Posizione | 16 | 17 | 19 | 19 | 19 | 18 | 19 | 17 | 19 | 20 | 20 | 18 | 20 | 17 | 19 | 19 | 15 | 19 | 18 | 15 | 16 | 14 | 14 | 14 | 14 | 13 | 10 | 13 | 12 | 10 | 12 | 10 | 12 | 12 | 11 | 14 | 12 | 13 |

Legenda:

Luogo: C = Casa; T = Trasferta. Risultato: V = Vittoria; N = Pareggio; P = Sconfitta.

### Statistiche dei giocatori
| Giocatore      | Bundesliga | Bundesliga | Bundesliga  | Bundesliga | Coppa di Germania | Coppa di Germania | Coppa di Germania | Coppa di Germania | Totale   | Totale | Totale      | Totale     |
| Giocatore      | Presenze   | Reti       | Ammonizioni | Espulsioni | Presenze          | Reti              | Ammonizioni       | Espulsioni        | Presenze | Reti   | Ammonizioni | Espulsioni |
| -------------- | ---------- | ---------- | ----------- | ---------- | ----------------- | ----------------- | ----------------- | ----------------- | -------- | ------ | ----------- | ---------- |
| H. Criens      | 18         | 7          | 1           | 0          | 3                 | 2                 | 0                 | 0                 | 21       | 9      | 1           | 0          |
| M. Dahlin      | 12         | 2          | 1           | 0          | 2                 | 0                 | 1                 | 0                 | 14       | 2      | 2           | 0          |
| T. Eichin      | 19         | 0          | 7           | 0          | 3                 | 0                 | 0                 | 0                 | 22       | 0      | 7           | 0          |
| H. Fach        | 36         | 4          | 5           | 1          | 6                 | 0                 | 1                 | 0                 | 42       | 4      | 6           | 1          |
| D. Heyne       | 0          | 0          | 0           | 0          | 0                 | 0                 | 0                 | 0                 | 0        | 0      | 0           | 0          |
| C. Hochstätter | 16         | 0          | 2           | 0          | 2                 | 0                 | 1                 | 0                 | 18       | 0      | 3           | 0          |
| T. Hoersen     | 5          | 0          | 0           | 0          | 0                 | 0                 | 0                 | 0                 | 5        | 0      | 0           | 0          |
| T. Huschbeck   | 13         | 0          | 1           | 0          | 2                 | 0                 | 0                 | 0                 | 15       | 0      | 1           | 0          |
| U. Kamps       | 38         | 0          | 0           | 0          | 6                 | 0                 | 0                 | 0                 | 44       | 0      | 0           | 0          |
| T. Kastenmaier | 38         | 6          | 8           | 0          | 5                 | 3                 | 1                 | 0                 | 43       | 9      | 9           | 0          |
| M. Klinkert    | 37         | 3          | 4           | 1          | 6                 | 1                 | 2                 | 0                 | 43       | 4      | 6           | 1          |
| M. Max         | 36         | 4          | 3           | 0          | 6                 | 2                 | 1                 | 0                 | 42       | 6      | 4           | 0          |
| N. Meier       | 13         | 0          | 4           | 0          | 1                 | 0                 | 0                 | 0                 | 14       | 0      | 4           | 0          |
| J. Neun        | 32         | 0          | 7           | 1          | 6                 | 0                 | 2                 | 0                 | 38       | 0      | 9           | 1          |
| K. Pflipsen    | 18         | 1          | 1           | 0          | 4                 | 0                 | 0                 | 0                 | 22       | 1      | 1           | 0          |
| B. Salou       | 26         | 5          | 4           | 0          | 4                 | 0                 | 0                 | 0                 | 30       | 5      | 4           | 0          |
| M. Schneider   | 31         | 1          | 7           | 0          | 6                 | 0                 | 1                 | 0                 | 37       | 1      | 8           | 0          |
| F. Schulz      | 23         | 2          | 4           | 0          | 3                 | 0                 | 0                 | 0                 | 26       | 2      | 4           | 0          |
| J. Stadler     | 23         | 1          | 2           | 0          | 4                 | 0                 | 0                 | 0                 | 27       | 1      | 2           | 0          |
| M. Stefes      | 6          | 0          | 1           | 1          | 2                 | 0                 | 1                 | 0                 | 8        | 0      | 2           | 1          |
| H. Steffen     | 18         | 0          | 2           | 0          | 3                 | 0                 | 0                 | 0                 | 21       | 0      | 2           | 0          |
| P. Wynhoff     | 29         | 1          | 1           | 0          | 4                 | 0                 | 0                 | 0                 | 33       | 1      | 1           | 0          |